# Seden Strand (by)
Seden Strand er en lille kystby på Fyn med 327 indbyggere  (2024). Seden Strand er beliggende i Seden Sogn ved Odense Fjord, to kilometer nord for bydelen Seden og syv kilometer nordøst for Odense centrum. Byen tilhører Odense Kommune og er beliggende i Region Syddanmark.
Seden Strand opstod omkring 1920 hvor en del grunde blev udstykket fra Småstenskrogsgård (i dag Søbjerggård). De senere år er der blevet bygget en del nye boliger og størstedelen af de ældre huse er blevet gennemrenoveret.